# Коваленок, Иван Иванович
Иван Иванович Коваленок (18 декабря 1954, Зелёный Бор, Смолевичский район, Минская область) — советский футболист, белорусский футбольный тренер.

## Биография
Начинал играть в футбол в местных соревнованиях за команду посёлка Зелёный Бор. В 1972 году по приглашению капитана жодинского «Торпедо» Олега Лиса был приглашён в жодинский клуб, игравший в чемпионате Белорусской ССР среди КФК. Дебютный матч за клуб провёл в мае 1972 года против брестского «Динамо», вышел на замену и сразу же забил гол. Позднее, во время учёбы в институте физкультуры играл за минский «Буревестник».
В 1976 году провёл единственный сезон в соревнованиях мастеров в составе гродненского «Химика» во второй лиге. После службы в армии вернулся в жодинский клуб, где выступал ещё несколько лет. Стал двукратным чемпионом и четырёхкратным обладателем Кубка Белорусской ССР. В 29-летнем возрасте завершил карьеру из-за травмы колена.
С 1985 по 1994 годы работал председателем городского спорткомитета Жодино, одновременно выступал за команду ветеранов и работал детским тренером в ДЮСШ. В сезоне 1992/93 возглавлял жодинское «Торпедо», игравшее в высшей лиге Белоруссии, однако команда провела крайне неудачный сезон, одержав только 2 победы в 32 матчах, и вылетела из высшей лиги.
С 1994 года более 20 лет работал директором гостиницы «Раница». В 2000—2001 годах на время возвращался в «Торпедо», занимал должность старшего тренера.
Женат, двое детей.